# Rudolf Kotormány
Rudolf Kotormány (ur. 23 stycznia 1911, zm. 2 sierpnia 1983) – rumuński piłkarz i trener, reprezentant kraju grający na pozycji obrońcy.

## Kariera klubowa
W wieku 11 lat Rudolf zapisał się do juniorów Fortuny Timișoara. Karierę piłkarską rozpoczął w 1930 w klubie Chinezul Timișoara. W zespole tym występował przez rok. 
W 1931 przeszedł do lokalnego rywala Chinezulu, Ripensii. Z zespołem tym osiągnął 4 razy mistrzostwo Rumunii w sezonach 1932/1933, 1934/1935, 1935/1936, 1937/1938 oraz 2 razy Puchar Rumunii w sezonach 1933/1934 i 1935/1936. W czasie gry w Ripensii zadebiutował w reprezentacji Rumunii. W sumie wystąpił w 146 spotkaniach, strzelił 11 bramek, będąc ważną postacią zespołu. W 1942 po 11 latach gry odszedł z Ripensii. Jego nowym pracodawcą stał się klub FC CFR Timișoara, gdzie pełnił funkcję grającego trenera. W 1947 zakończył karierę piłkarską.
| Sezon   | Klub               | Kraj    | Rozgrywki | Mecze | Bramki |
| ------- | ------------------ | ------- | --------- | ----- | ------ |
| 1930/31 | Chinezul Timișoara | Rumunia |           |       |        |
| 1931/32 | Ripensia Timișoara | Rumunia |           |       |        |
| 1932/33 | Ripensia Timișoara | Rumunia | Liga I    | 13    | 1      |
| 1933/34 | Ripensia Timișoara | Rumunia | Liga I    | 10    | 1      |
| 1934/35 | Ripensia Timișoara | Rumunia | Liga I    | 17    | 1      |
| 1935/36 | Ripensia Timișoara | Rumunia | Liga I    | 18    | 0      |
| 1936/37 | Ripensia Timișoara | Rumunia | Liga I    | 16    | 3      |
| 1937/38 | Ripensia Timișoara | Rumunia | Liga I    | 15    | 2      |
| 1938/39 | Ripensia Timișoara | Rumunia | Liga I    | 13    | 0      |
| 1939/40 | Ripensia Timișoara | Rumunia | Liga I    | 22    | 1      |
| 1940/41 | Ripensia Timișoara | Rumunia | Liga I    | 22    | 2      |
| 1941/42 | Ripensia Timișoara | Rumunia |           |       |        |
| 1946/47 | CFR Timișoara      | Rumunia | Liga I    | 4     | 0      |

## Kariera reprezentacyjna
Karierę reprezentacyjną rozpoczął 16 października 1932 meczem przeciwko reprezentacji Austrii, który Rumunia wygrała 1:0. W 1934 został powołany na MŚ 1934. Wystąpił w spotkaniu przeciwko Czechosłowacji. 
Po raz ostatni w reprezentacji wystąpił 6 września 1938 w meczu przeciwko reprezentacji Jugosławii, który Rumunia zremisowała 1:1. W sumie w reprezentacji wystąpił w 9 spotkaniach.
| Mecze i gole w reprezentacji | Mecze i gole w reprezentacji | Mecze i gole w reprezentacji | Mecze i gole w reprezentacji | Mecze i gole w reprezentacji | Mecze i gole w reprezentacji | Mecze i gole w reprezentacji |
| #                            | Data                         | Miasto                       | Przeciwnik                   | Gol                          | Wynik                        | Rozgrywki                    |
| ---------------------------- | ---------------------------- | ---------------------------- | ---------------------------- | ---------------------------- | ---------------------------- | ---------------------------- |
| 1.                           | 16.10.1932                   | Linz                         | Australia                    |                              | 1:0                          | towarzyski                   |
| 2.                           | 11.06.1933                   | Bukareszt                    | Jugosławia                   |                              | 5:0                          | Puchar Bałkanów              |
| 3.                           | 24.09.1933                   | Bukareszt                    | Węgry                        |                              | 5:2                          | towarzyski                   |
| 4.                           | 29.10.1933                   | Berno                        | Szwajcaria                   |                              | 2:2                          | El. MŚ 1934                  |
| 5.                           | 25.03.1934                   | Pardubice                    | Czechosłowacja               |                              | 2:2                          | towarzyski                   |
| 6.                           | 29.04.1934                   | Bukareszt                    | Jugosławia                   |                              | 2:1                          | towarzyski                   |
| 7.                           | 27.05.1934                   | Triest                       | Czechosłowacja               |                              | 1:2                          | MŚ 1934                      |
| 8.                           | 24.05.1936                   | Bukareszt                    | Bułgaria                     |                              | 4:1                          | Puchar Bałkanów              |
| 9.                           | 06.09.1938                   | Belgrad                      | Jugosławia                   |                              | 1:1                          | towarzyski                   |

## Kariera trenerska
Karierę trenerką rozpoczął w 1946 jako grający trener w zespole FC CFR Timișoara. W 1954 na kilka miesięcy został trenerem klubu FC Corvinul Hunedoara. W tym samym roku zakończył karierę trenerską.

## Sukcesy

### Zawodnik
Ripensia Timișoara
- Mistrzostwo Liga I (4) : 1932/33, 1934/35, 1935/36, 1937/38
- Puchar Rumunii (2) : 1933/34, 1935/36